# The Runaway Bunny
The Runaway Bunny ist eine Gutenachtgeschichte der US-amerikanischen Kinderbuchautorin Margaret Wise Brown aus dem Jahr 1942. Das Bilderbuch mit den Illustrationen von Clement Hurd gehört in den USA zu den Vorleseklassikern. Zusammen mit den beiden Folgebüchern Gute Nacht, lieber Mond und My World gehört es zu den drei Klassikern von Brown und Hurd, die später in einem gemeinsamen Band mit dem Titel Over the Moon veröffentlicht wurden. Eine deutsche Ausgabe ist beim Diogenes Verlag in Vorbereitung (Stand Oktober 2022).

## Inhalt
Ein kleiner abenteuerlustiger Hase kündigt seiner Mutter an, von zu Hause wegzulaufen. Sie jedoch erwidert ihm, dass sie ihm nachlaufen würde, weil er ihr kleiner Hase sei und sie ihn lieb habe. Der kleine Hase denkt sich nun der Reihe nach Möglichkeiten aus, wie er seiner Mutter entkommen könnte: Er würde ein Fisch werden, der wegschwimmt, er würde zu einem Vogel werden, der wegfliegt, zu einem Segelboot, das wegfährt, und noch so manch andere Einfälle mehr. Doch seine Mutter hat stets eine passende Antwort parat, wie sie ihn trotzdem finden und wieder zu ihm gelangen würde, sodass der kleine Hase schließlich zu der Einsicht kommt, dass er am besten doch zu Hause und Mutters kleiner Hase bleibt. Dafür gibt’s zum Abschluss eine Karotte.

## Rezeption
Kaylee Davis schreibt in ihrer Rezension: „The Runaway Bunny wurde seit der Erstveröffentlichung immer wieder nachgedruckt. Für viele englischsprachigen Familien gehört der Vorlese-Klassiker, ebenso wie das später veröffentlichte Gute Nacht, lieber Mond, zur unverzichtbaren Bettlektüre ... Eltern sollten sich darauf einstellen, dass diese Geschichte zum Einschlafen immer ein 'nochmal, bitte!' hervorruft. Jüngere Kinder können von dieser Gutenachtgeschichte und ihren zauberhaften Illustrationen nicht genug bekommen.“ Emily Turner schreibt in ihrer Biographie über Wise Brown: „Browns Werk befasste sich auch mit den emotionalen und kognitiven Erfahrungen von Kindern, wobei der Schwerpunkt auf ihren Ängsten vor dem Verlorensein, dem Alleinsein und dem Unbehütetsein lag. Besonders deutlich wird dies in ihrem Klassiker The Runaway Bunny, in dem Brown die Ängste der jungen Leser vor dem Verlassenwerden beschwichtigt, indem sie die Unerschütterlichkeit der Liebe einer Mutter demonstriert.“

## Besonderheiten
Illustrationen, die in The Runaway Bunny enthalten sind, kommen in Gute Nacht, lieber Mond ebenfalls vor: So ist beispielsweise das Buch The Runaway Bunny in Goodnight Moon zu sehen, genauso wie das Bild von der Kuh, die über den Mond springt, oder die Abbildung der Mutter als Fischerin.

## Referenzen
The Runaway Bunny ist in dem literarischen Nachschlagewerk 1001 Kinder- und Jugendbücher – Lies uns, bevor Du erwachsen bist! für die Altersstufe 0–3 Jahre enthalten.

## Ausgaben
- The Runaway Bunny. Harper & Row, USA 1942 (englisch, librarything.com).

## Verfilmungen
2021 produzierte HBO Max einen halbstündigen Animationsfilm. Die Abenteuer des kleinen Hasen und seiner Mutter werden darin von der Schauspielerin Tracy Ellis Ross nacherzählt und mit Liedern – gesungen u. a. von Mariah Carey und Ziggy Marley – begleitet.